# Johan Fredrik av Schwarzburg-Rudolstadt
Johan Fredrik (tyska: Johann Friedrich), född den 8 januari 1721 i Rudolstadt, död där den 10 juni 1767, var 1744-1767 regerande furste av Schwarzburg-Rudolstadt.

## Biografi
Johan Fredrik var son till furst Fredrik Anton av Schwarzburg-Rudolstadt och dennes hustru Sofia Wilhelmina av Sachsen-Coburg-Saalfeld. 
Johan Fredrik gifte sig den 19 november 1744 i Eisenach med Bernhardina av Sachsen-Weimar-Eisenach (1724-1757) med vilken han fick två döttrar:
- Fredrika (1745-1778), gift 1763 med sin fars kusin, den blivande furst Fredrik Karl av Schwarzburg-Rudolstadt
- Wilhelmina (1751-1780), gift 1766 med furst Ludvig av Nassau-Saarbrücken (1745-1794)

I avsaknad av egna manliga ättlingar efterträddes Johan Fredrik vid sin död 1767 av sin farbror, Ludvig Günther II.